# Josué Rivera
Josué Manuel Rivera Arévalo (San Salvador, El Salvador; 9 de marzo de 1999) es un futbolista salvadoreño. Su posición es centrocampista y su actual club es el Club Deportivo FAS de la Liga Pepsi.

## Estadísticas
Actualizado al último partido jugado el 11 de mayo de 2025.
| Club Deportivo FAS · El Salvador                  | 1.ª                 | 2016-17             | 18  | 0  | - | - | - | - | 18  | 0  | 0    |
| Club Deportivo FAS · El Salvador                  | 1.ª                 | 2017-18             | 6   | 0  | - | - | - | - | 6   | 0  | 0    |
| Club Deportivo FAS · El Salvador                  | 1.ª                 | 2018-19             | 15  | 1  | - | - | 1 | 0 | 16  | 1  | 0.06 |
| Club Deportivo FAS · El Salvador                  | 1.ª                 | 2019-20             | 28  | 2  | - | - | - | - | 28  | 2  | 0.07 |
| Club Deportivo FAS · El Salvador                  | 1.ª                 | 2020-21             | 1   | 0  | - | - | - | - | 1   | 0  | 0    |
| Club Deportivo FAS · El Salvador                  | Total               | Total               | 68  | 3  | 0 | 0 | 1 | 0 | 69  | 3  | 0.04 |
| Once Deportivo Fútbol Club · El Salvador          | 1.ª                 | 2021-22             | 20  | 4  | - | - | - | - | 20  | 4  | 0.20 |
| Once Deportivo Fútbol Club · El Salvador          | 1.ª                 | 2022-23             | 30  | 1  | - | - | - | - | 30  | 1  | 0.03 |
| Once Deportivo Fútbol Club · El Salvador          | 1.ª                 | 2023-24             | 44  | 8  | - | - | - | - | 44  | 8  | 0.18 |
| Once Deportivo Fútbol Club · El Salvador          | 1.ª                 | 2024                | 25  | 6  | - | - | - | - | 25  | 6  | 0.24 |
| Once Deportivo Fútbol Club · El Salvador          | Total               | Total               | 119 | 19 | 0 | 0 | 0 | 0 | 119 | 19 | 0.16 |
| Asociación Deportiva Isidro Metapán · El Salvador | 1.ª                 | 2025                | 18  | 3  | - | - | - | - | 18  | 3  | 0.17 |
| Asociación Deportiva Isidro Metapán · El Salvador | 1.ª                 | 2025-26             | -   | -  | - | - | - | - | -   | -  | 0.00 |
| Asociación Deportiva Isidro Metapán · El Salvador | Total               | Total               | 18  | 3  | 0 | 0 | 0 | 0 | 0   | 0  | 0.17 |
| Total en su carrera                               | Total en su carrera | Total en su carrera | 205 | 25 | 0 | 0 | 1 | 0 | 206 | 25 | 0.12 |
| (1) No incluye goles en partidos amistosos.       |                     |                     |     |    |   |   |   |   |     |    |      |

### Selección nacional
| Selección           | Año                 | Partidos | Goles |
| ------------------- | ------------------- | -------- | ----- |
| El Salvador Sub-20  |                     |          |       |
| 2017                | 6                   | 1        |       |
| 2018                | 3                   | 0        |       |
| El Salvador Sub-21  |                     |          |       |
| 2018                | 3                   | 0        |       |
| El Salvador Sub-23  |                     |          |       |
| 2019                | 1                   | 0        |       |
| Total en su carrera | Total en su carrera | 13       | 1     |